# 家庭關係
在普通法中，有關家庭關係（英語：domestic relations）的法律事宜包括：
- 離婚
- 授產安排
- 贍養費
- 確立生父身分（英语：Paternity law）
- 父母權利的確立及終止
- 子女贍養費（英语：Child support）
- 子女管養權
- 子女探視權（英语：Contact (law)）
- 領養
- 未成年人解除監護（英语：Emancipation of minors）

在一些司法管轄區，監護權、逃學及青少年犯罪有關事宜亦為家庭關係法律的一部分。
許多司法管轄區設有具有有限司法管轄權的家事法庭，專供審理家事案件。